# .is
Pour les articles homonymes, voir IS.
.is est le domaine de premier niveau national destiné à l'Islande, créé en 1987 et géré par l'ISNIC.

## Historique
.is est créé en 1987. Parmi les premiers noms de domaines enregistrés, on compte hi.is (Université d'Islande), os.is (Agence nationale de l'énergie islandaise) et hafro.is (Agence de direction de la pêche).

## Gestion
L'IANA, département de l'ICANN chargé de l'attribution des domaines de premier niveau, a délégué la gestion du domaine .is à l'ISNIC.